# Albert Jurardus van Prooijen
Albert Jurardus van Prooijen (ou Prooyen), né le 7 septembre 1834 à Groningue, et mort le 31 octobre 1898 à Amsterdam, est un artiste-peintre néerlandais.

## Biographie
Son père est le peintre décorateur Johannes van Prooijen (1801-1871). À l'âge de treize ans, il a été inscrit à l'Academie Minerva, où il a étudié avec Jakob Bruggink et Jan Ensing. Après ses études, il a travaillé à l'entreprise de son père.

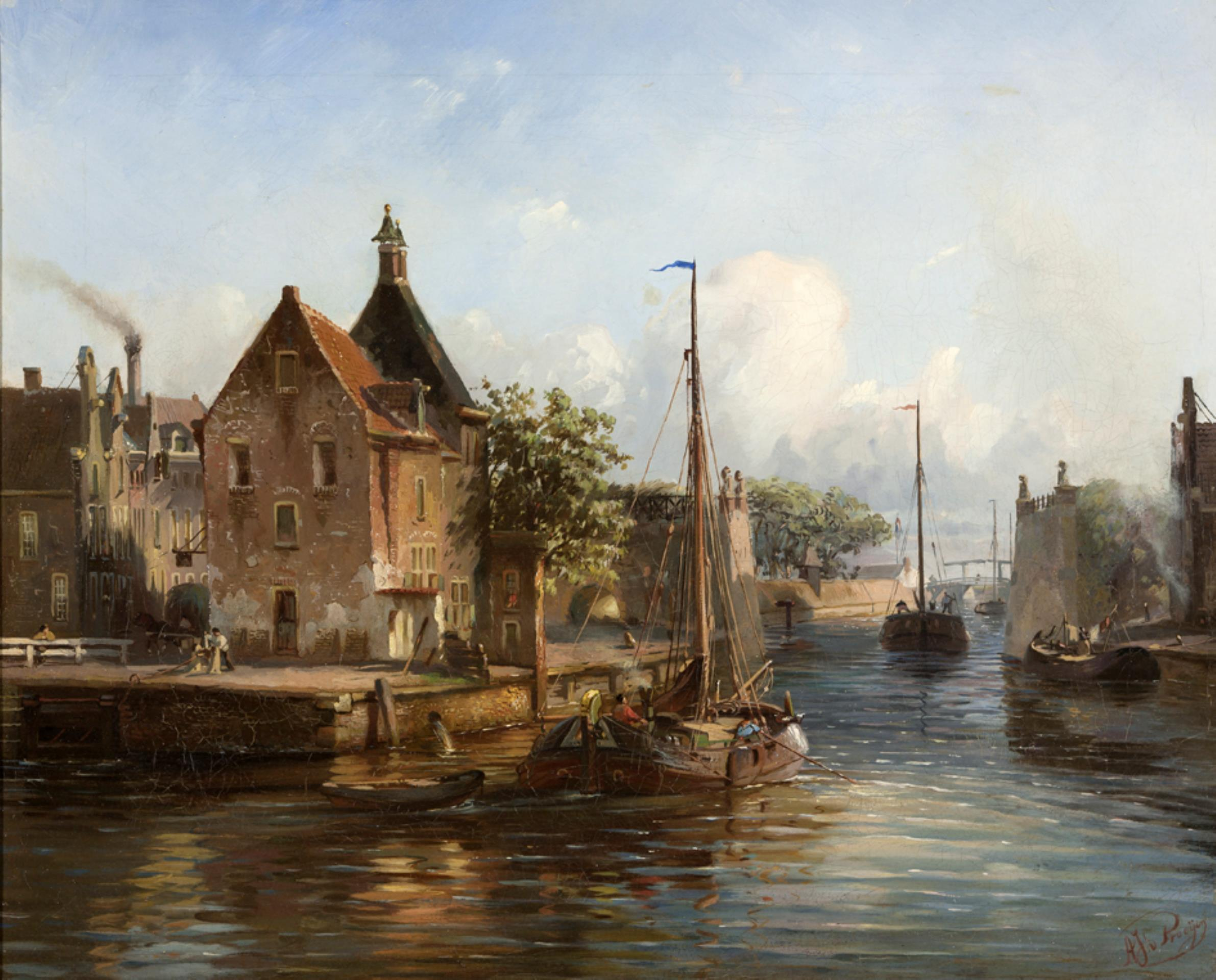
Une vue de Groningue en 1850